# Kinky
Kinky é uma banda de rock eletrônico da cidade de Monterrei, México. Sua música mistura em geral, alguns gêneros como rock, dance, samba, eletrônica, funk e techno, bem como uma forte influência de ritmos latinos, em cada canção. Suas cartas, a maioria está em espanhol, mas também incluem tópicos em inglês, são parte do movimento chamado Avanzada Regia. 

## Historia
No início, eles foram descobertos pelo produtor Chris Allison (The Beta Band, Coldplay), durante a gravação do álbum o grupo Plastilina Mosh direito Juan Manuel, em 1999 , na cidade de Monterrey. Naquela época, apresentou uma demonstração de suas músicas gravadas em uma fita de pequeno porte. Em seguida, ele assinou seu contrato com o selo inglês Sonic 360. Kinky teve seus dois primeiros álbuns sob este selo Sonic 360 E.U., Sony BMG Music e Warner Music para a América Latina e na Europa. Agora é distribuído de forma independente em seu próprio selo King Kong Records com Nettwerk Music para a América, Canadá e Europa. É distribuído pela Universal Music na América Latina. 
Kinky se tornou conhecido porque muitas de suas músicas foram usadas para anúncios publicitários de televisão e filmes de todo o mundo: Felicity, Motorola Smirnoff Ice, Treze, Kingpin, Robbery Homicide, Alias, Scooby Doo, The Black Sash, Real Cancun, SSX Tricky, 2 Fast 2 Furious, Nissan Altima, Sin Sonia Ni Ton, Nip / Tuck , La Hija del Canibal, SISCON Karen, Honda, focalizado, '10, 8 ', Mun2, AXN América Latina, hora de Nova York, Without a Trace , Jesus o condutor, Man On Fire, trinta dias até que eu sou famosa, CSI NY, Johnny Zero, Madagascar, carro Wars, NBA TV Promos, Fox Sports, Carlitos Way, Fifa 2006, Pontiac, E-Ring, a injustiça, Weeds (capa de apresentação) e bisbolhetice girl.-canção "Twisted Sister", do álbum "Reina" é usado por Bimbo em comerciais de futebol da equipe nacional do México.
A banda já foi nomeada ao Grammy Latino três vezes.

## Anedotas
- Antes de iniciar como Kinky, Carlos e Gilberto tocava em uma banda que funde os sons do Trip Hop e Rock chamada Sofa com Luis Fara de Quiero Club e Enrique Camacho de Primavera .
- No verão de 2002, dividiu o palco com o bolo , De La Soul , The Flaming Lips , Hackensaw Boys , e Modest Mouse no Sunshine Tour Unlimited no Estados Unidos .
- Em 2002 foi convidado Kinky aos prêmios MTV América Latina e cantou junto com Paulina Rubio na canção intemporal I Was Made For Loving You e sua faixa.
- Eles foram, junto com Café Tacuba e Los Amigos Invisibles , a melhor apresentação de um grupo de Latino no festival Coachella .
- No Vive Latino 2004, o grupo não poderia ocorrer, foram presos por usarem seu nome para uma empresa que, de acordo com o proprietário, já havia registrado anteriormente. Atualmente, o problema foi resolvido.
- O nome Cornman melodia foi usada como parte da trilha sonora para o vídeo game Little Big Planet para a plataforma de vídeo game Playstation 3.
- Em 2006, na MTV cantando junto com Julieta Venegas o tema "Onde ir?" e também durante a noite foi lyrics coro Julieta Venegas Me e você vai por mim.

## Riddles
- A canção "Coquette" faz parte da lista das canções foi dedicado à bela garota chamada "Misha" e do vídeo game EA Sports 2005, FIFA 06
- A canção" How Do They Do That?" Disco "Reina", faz parte da trilha sonora do jogo "Sports Tiger Woods PGA Tour 08" da EA.
- A canção" Cornman "disco" Kinky "é o leitor de música no jogo" pequeno grande planeta "
- A música " Twisted Sister ", do álbum" Reina "é usado por Bimbo em comercial equipa de futebol do México.